# Quai de la Graille
Le quai de la Graille est une voie publique de la commune française de Grenoble située dans l'Hyper-centre mais en limite des quartiers Prequ'Île et Europole.
Cette voie, longée par la voie sur berge Corato qui borde directement l'Isère, appartient à l'ensemble des quais grenoblois de la rive gauche de l'Isère.

## Situation et accès

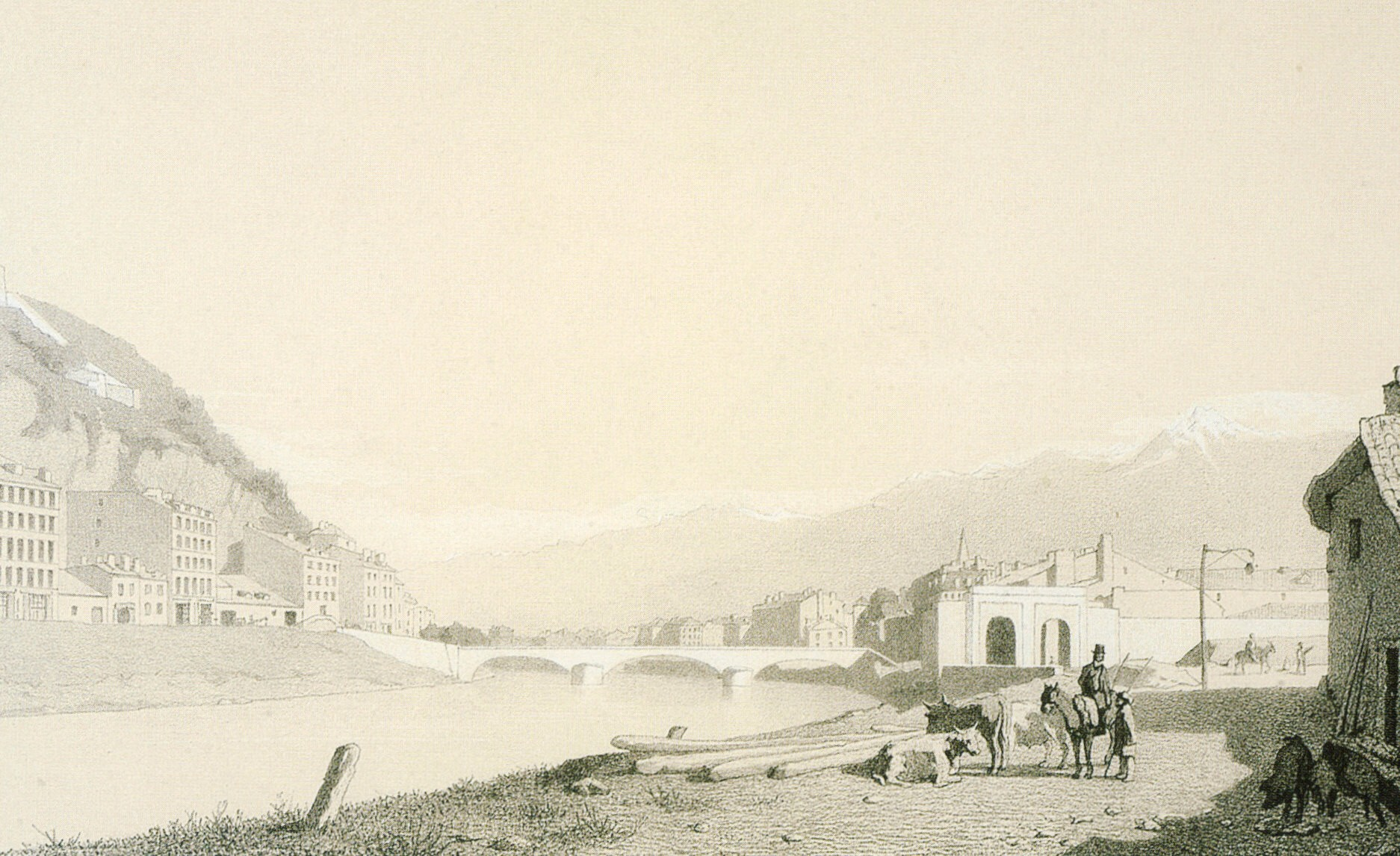
Le qui de la Graille vers 1860

### Situation et description
Le quai de la Graille borde l'Isère selon un axe nord-sud. Il se situe entre l'ancienne place de la Bastille (dont il est séparé par le quai Claude Bernard) et la rue Dupont-Savoyat qui débouche sur le pont homonyme franchissant les voies de chemin de fer. 
Ce quai est ensuite prolongé vers le nord par le quai Paul Louis Merlin qui mène à l'installation et ancien siège social du groupe Merlin Gerin, créé en 1920.

### Accès

#### À pied
Cette voie est ouverte aux cycles (piste cyclable) et aux piétons ainsi qu'aux véhicules de tourisme entre le quai Claude Bernard et le quai Paul Louis Merlin.

#### En voiture
Le quai de la Graille et ses prolongements qui longent l'Isère permettent de relier le centre ville de Grenoble, la gare ferroviaire et routière au site de la presqu'Île (ancien Polygone) grâce au pont Durant-Savoyat.

#### En transport en commun
La station de tramway la plus proche, desservie par les lignes A et B est située en face de la gare ferroviaire et se dénommé Grenoble - Gares.

## Origine du nom

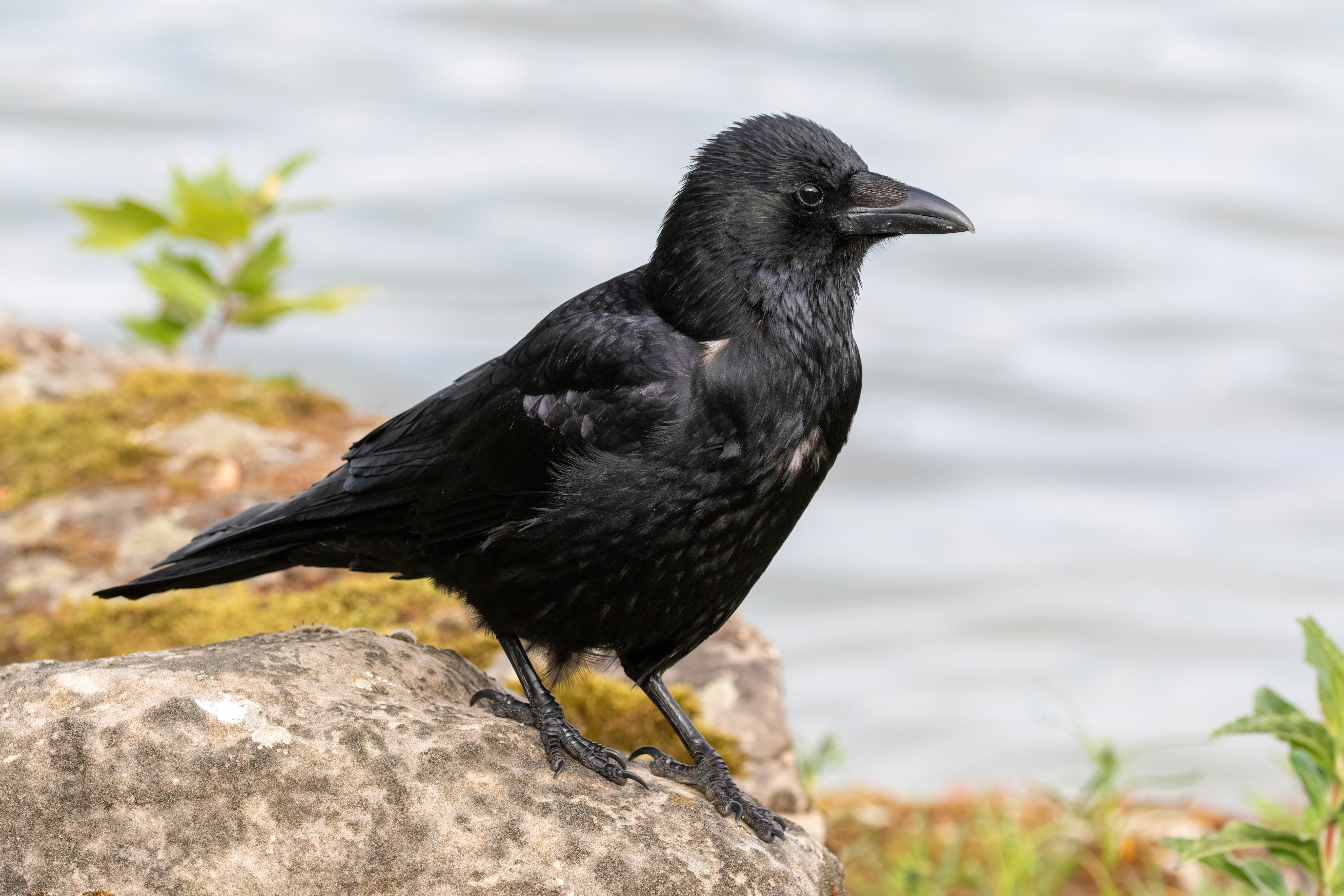
Corneille noire

Le terme de « graille », utilisé par l'écrivain grenoblois Stendhal, dans son livre Mémoires d'un touriste, désigne, en patois dauphinois, la corneille noire (Corvus corone), très présente dans ce secteur du Dauphiné.

## Historique
Une porte de la ville, construite en 1675, existait à l'extrémité des bâtiments de l'Arsenal. Cette porte, qui était dénommée porte Créqui mais aussi porte de la Graille, fut démolie en 1884.
Au-delà de cette porte, les abords de l'Isère, surtout vers le chemin du Polygone, servaient de dépôt à ordures pour la ville et les nombreux corbeaux, corneilles ou grailles en patois local, attirés par cette nourriture, s'y retrouvaient en grand nombreux, donnant leur nom à cette partie des berges de l'Isère. Le quai de la Graille a été construit et dénommé sous ce nom en 1869.

## Bâtiments remarquables et lieux de mémoire

### Dans les arts

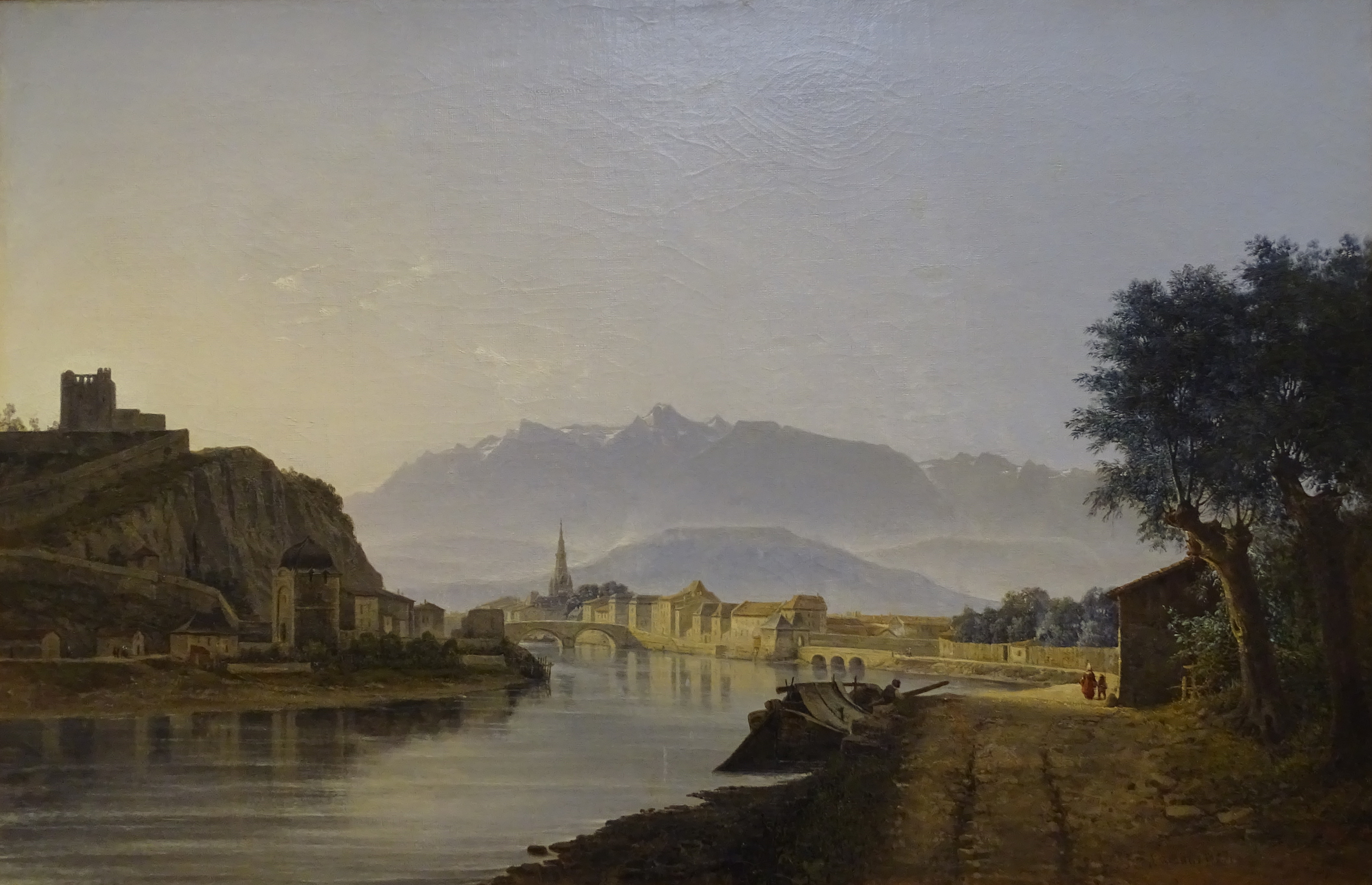
Vue de Grenoble prise du quai de la Graille (Jean Achard)

Un tableau du peintre dauphinois Jean Achard représente la porte de France, la tour Rabot ; à droite, le quai de la Graille, la porte Créqui et le pont (démoli en 1838) qui a précédé le pont Marius- Gontard.
Cette œuvre, datant de 1837, est exposée au musée de Grenoble.